# Lista de municípios do Acessa São Paulo
Esta é uma lista das cidades do Estado de São Paulo que estão no programa Acessa São Paulo

## A
Municipal de Adamantina
Municipal de Aguaí
Municipal de Alvinlândia
Municipal de Andradina
Municipal de Araçatuba
Municipal de Araçoiaba da Serra
Municipal de Araraquara
Municipal de Araras
Municipal de Arealva
Municipal de Assis
Municipal de Avaré
Municipal de Arandu

## B
Municipal de Bom Jesus dos Perdões
Municipal de Barretos
Municipal de Bauru
Municipal de Bebedouro
Municipal de Botucatu
Municipal de Buri
Municipal de Bariri

## C
Municipal de Caconde
Municipal de Cajuru
Municipal de Capão Bonito
Municipal de Campina do Monte Alegre
Poupatempo Campinas
Poupatempo Campinas
Municipal de Caraguatatuba
Municipal de Casa Branca
Municipal de Catanduva
Municipal de Conchas
Municipal de Cosmorama
Municipal de Charqueada
Municipal de Cruzeiro

## D
Municipal de Dois Córregos
Municipal de Dracena
Municipal de Duartina

## E
Municipal de Embu-Guaçu
Municipal de Embu-Guaçu
Municipal Espírito Santo do Turvo

## F
Municipal de Fernandópolis
Municipal de Flórida Paulista
Municipal de Franca

## G
Municipal de General Salgado
Municipal de Guarani D'Oeste
Municipal de Guaratinguetá
Municipal de Guzolândia

## H
Municipal de Hortolândia

## I
Municipal de Iaras
Municipal de Iperó
Municipal de Irapuru
Municipal de Itaí
Municipal de Itapecerica da Serra
Municipal de Itapeva
Municipal de Itaporanga
Municipal de Itaju
Municipal de Itararé

## J
Municipal de João Ramalho
Municipal de Jales
Municipal de Jaú
Municipal de Junqueirópolis
Municipal de Juquitiba
Municipal de Jundiaí
Municipal de Jaboticabal

## L
Municipal de Lagoinha
Municipal de Lavínia
Municipal de Lavrinhas
Municipal de Limeira
Municipal de Lins
Municipal de Lucélia
Municipal de Lutécia

## M
Municipal de Manduri
Municipal de Marília
Municipal de Martinópolis
Municipal de Mococa
Municipal de Mariápolis
Municipal de Maracaí

## N
Municipal de Nova Canaã Paulista
Municipal de Nova Luzitânia

## O
Municipal de Osvaldo Cruz
Municipal de Ourinhos
Municipal de Ouro Verde
Municipal de Ouroeste

## P
Municipal de Pacaembu
Municipal de Paraguaçu Paulista
Municipal de Parisi
Municipal de Penápolis
Municipal de Piacatu
Municipal de Pindamonhangaba
Municipal de Piracicaba
Municipal de Piraju
Municipal de Potim
Municipal de Pracinha
Municipal de Presidente Bernardes
Municipal de Presidente Prudente
Municipal de Pereiras

## R
Municipal de Redenção da Serra
Municipal de Registro
Municipal de Ribeira
Municipal de Ribeirão Preto
Poupatempo Ribeirão Preto
Municipal de Rio Claro
Municipal de Riversul

## S
Municipal de Santa Cruz do Rio Pardo
Municipal de Santa Rita d'Oeste
Municipal de Santa Salete
Municipal de Santana da Ponte Pensa
Municipal de São Carlos
Municipal de São Francisco
Municipal de São João da Boa Vista
Municipal de São José do Rio Preto
Municipal de São José dos Campos
Poupatempo São José dos Campos
Municipal de São Lourenço da Serra
Municipal de São Vicente
Municipal de São Sebastião da Grama
Municipal de Serra Azul
Municipal de Sertãozinho

## T
Municipal de Tarabai
Municipal de Tarumã
Municipal de Taquarituba
Municipal de Taubaté
Poupatempo de Taubaté
Municipal de Teodoro Sampaio
Municipal de Timburi
Municipal de Três Fronteiras
Municipal de Tupã
Municipal de Turmalina

## U
Municipal de Urânia

## V
Municipal de Valparaíso
Municipal de Votuporanga